# Serra de Parintins
A Serra de Parintins, também conhecida como Serra da Valéria, é um acidente geográfico de 152 metros de altitude, situada no município de Parintins, no interior do estado do Amazonas, Região Norte do país. A serra é circundada por uma vegetação rica em flora e fauna e bastante espessa. O lago da Valéria, um dos atrativos turísticos naturais da região, é encontrado na sua lateral.
O local é de interesse arqueológico, com grande quantidade de cerâmicas e outros artefatos paleoíndios sendo encontrados em sua encosta. O patrimônio cultural-histórico do local está ameaçado pela comercialização desses artefatos na indústria turística.